# Kurt Ahmed Pascià
Kurt Ahmed Pascià (... – Berat, 1787) è stato un politico e militare albanese, forse un discendente dell'antica famiglia Muzaka, fondatore del Pascialato di Berat, uno stato semi-indipendente nei confini dell'Impero ottomano. Entrò in conflitto con il potente Alì Pascià di Tepeleni (un tempo suo protetto) che annetté Berat e le sue pertinenze alla morte di Kurt Ahmed.

## Biografia
Kurt Ahmed Pascià cominciò la sua carriera di ufficiale della Sublime porta come sangiacco di Avlona.

Nel 1774, supportò le forze lealiste ottomane contro Mehmed Bushati Pascià di Scutari.